# Eddie Phillips
Eddie Lee Phillips (Birmingham, Alabama, 29 de septiembre de 1961) es un exjugador de baloncesto estadounidense que jugó una temporada en la NBA, además de hacerlo en la liga ACB, en la liga italiana, en la liga argentina y en la liga israelí. Con 2,01 metros de altura, lo hacía en la posición de ala-pívot.

## Trayectoria deportiva

### Universidad
Jugó cuatro temporadas con los Crimson Tide de la Universidad de Alabama, en las que promedió 15,9 puntos y 9,3 rebotes por partido.

### Profesional
Fue elegido en la vigésimo primera posición del Draft de la NBA de 1982 por New Jersey Nets, pero apenas contó para su entrenador, Larry Brown, jugando muy pocos minutos, en los que promedió 3,2 puntos y 1,6 rebotes por partido. Al año siguiente fue traspasado a Philadelphia 76ers junto con Horace Owens a cambio de Reggie Johnson, pero fue cortado antes del comienzo de la temporada.
Tras no triunfar en la NBA, se dio a conocer en Europa en el tradicional Torneo de Navidad que todos los años organizaba el Real Madrid, formando parte de un combinado de jugadores norteamericanos. Fichó primero por el equipo del Latini Forli' de la liga italiana, donde jugó 9 partidos en los que promedió 23,5 puntos y 10 rebotes.
Al año siguiente fichó por el Cajacanarias, que acababa de descender desde la liga ACB a la Primera B. Llegó a prueba, ya que estaba sobrado de kilos, pero no tardó en convencer al entrenador. No se equivocó, ya que acabaría siendo el ídolo de la afición canaria. Allí coincidió con dos jugadores míticos del baloncesto español, Carmelo Cabrera y Salva Díez, logrando el ascenso de nuevo a la máxima categoría del baloncesto español promediando más de 30 puntos y 10 rebotes por partido, llegando a anotar 50 puntos en un partido y acabando como el máximo anotador de la categoría.
Ya en la liga ACB, contribuyó a que su equipo lograra durante dos años consecutivos su mejor clasificación histórica de la liga, acabando en sexto lugar en 1987 y 1988. En 1987 fue el máximo anotador de la competición, con 33 puntos por partido, A lo largo de su trayectoria en España se fraguó su fama de intimidador y de tipo duro, teniendo infinidad de incidentes en multitud de pabellones diferentes. En una ocasión, jugando como visitante contra el Real Madrid, en un partido sin historia y con claro dominio local, tuvo un feroz enfrentamiento con Fernando Martín. El roce fue tan fuerte que el entrenador madridista, Lolo Sainz, pidió explicaciones al entrenador canario, quien no le hizo caso. Ante esa situación, y con la ventaja en el marcador, Sáinz optó por quitar a Martín del juego, sacando a su hermano Antonio, el cual, al primer encontronazo con el americano, se fue directo al parquet. En ese momento se solicitó un tiempo muerto y, ante el asombro de todo el mundo, Phillips se dirigió al banquillo rival, increpando a su entrenador:

Aquel ser maricón (refiriéndose a Antonio Martín), yo quiero a ese (señalando a su hermano Fernando)

En 1987 fue detenido por la Guardia Civil en Tenerife junto con su novia, en relación con unos disparos ocurridos en una discoteca la noche en que celebraba su cumpleaños. Pasó detenido 72 horas y fue la gota que colmó el vaso de la paciencia de la directiva canaria, tras haber estado sancionado al comienzo de la temporada por su comportamiento poco deportivo, siendo despedido del equipo.
Tras ese incidente, se fue a jugar al Hapoel Holon de la liga israelí, donde permaneció una temporada. Al año siguiente recaló en las filas del Club Ferro Carril Oeste de la liga argentina, regresando a Israel en 1993, donde jugaría dos temporadas más antes de retirarse definitivamente.

## Estadísticas de su carrera en la NBA

### Temporada regular
| Temp.   | Edad | Equipo     | Liga | P  | TIT | MIN | TC  | TCA | %TC  | 3P  | 3PA | %3P  | TL  | TLA | %TL  | R.OF. | R.DEF. | REB | ASIS | ROB | TAP | PER | FP  | PTS |
| 1982-83 | 21   | New Jersey | NBA  | 48 | 0   | 8.7 | 1.2 | 2.9 | .406 | 0.0 | 0.0 | .000 | 0.8 | 1.2 | .678 | 0.6   | 1.0    | 1.6 | 0.6  | 0.3 | 0.2 | 1.0 | 1.2 | 3.2 |
| Total   |      |            | NBA  | 48 | 0   | 8.7 | 1.2 | 2.9 | .406 | 0.0 | 0.0 | .000 | 0.8 | 1.2 | .678 | 0.6   | 1.0    | 1.6 | 0.6  | 0.3 | 0.2 | 1.0 | 1.2 | 3.2 |

### Playoffs
| Temp.   | Edad | Equipo     | Liga | P | MIN | TCA | TC | 3PA | 3P | TLA | TL | R.OF. | REB | ASIS | ROB | TAP | PER | FP | PTS | %TC  | %3P  | %FT  | MIN | PTS | REB | AST |
| 1982-83 | 21   | New Jersey | NBA  | 2 | 12  | 3   | 6  | 0   | 2  | 1   | 4  | 3     | 5   | 3    | 0   | 0   | 1   | 2  | 7   | .500 | .000 | .250 | 6.0 | 3.5 | 2.5 | 1.5 |
| Total   |      |            | NBA  | 2 | 12  | 3   | 6  | 0   | 2  | 1   | 4  | 3     | 5   | 3    | 0   | 0   | 1   | 2  | 7   | .500 | .000 | .250 | 6.0 | 3.5 | 2.5 | 1.5 |